# Marian Kadulski

Karta Uposażenia Mariana Kadulskiego z kwietnia 1939

Odznaczenie Mariana Kadulskiego Orderem Wybitnej Służby

Marian Kadulski (ur. 7 grudnia 1909 w Nowym Sączu, zm. 26 października 1998 w Krakowie) – polski żołnierz marynarki wojennej. 

## Życiorys
Syn Jana i Katarzyny z d. Zawiślak brat Aleksandra Kadulskiego. Ojciec był zawodowym wojskowym i bardzo często zmieniał miejsce zamieszkania najpierw w granicach Austro-Węgier, następnie granicach Polski. W 1928 roku ukończył Korpus Kadetów nr. 1 we Lwowie, następnie w 1931 roku Szkołę Podchorążych Marynarki Wojennej w Toruniu i został mianowany podporucznikiem marynarki z dniem 15 sierpnia 1931 roku z lokatą: 3/15. W związku z tym odbył podróż na francuskim krążowniku Jeanne D'Arc naokoło świata w ramach Ecole d'Application des Enseignes de Vaisseaux i po powrocie został awansowany do stopnia porucznika marynarki z dniem 1 stycznia 1934. W okresie od 1 października 1935 roku do dnia 15 maja 1936 roku ukończył Kurs Oficerów Broni Podwodnej po czym został zaokrętowany na ORP „Ryś” na stanowisko oficera wachtowego. W okresie od 7 stycznia 1937 do 8 maja 1937 uczestniczył w kursie Kurs Oficerów Pływania Podwodnego po zakończeniu którego z dniem 8 maja 1937 roku został zaokrętowany na ORP „Ryś” na stanowisko Oficera Broni Podwodnej. Wówczas opracował kalkulator strzelania salw torpedowych. 19 marca 1939 został awansowany do stopnia kapitana marynarki i przeniesiony do Kierownictwa Marynarki Wojennej w Warszawie ze względu na duże zdolności lingwistyczne (znał biegle języki: francuski, niemiecki, angielski). Od 16 kwietnia do 9 lipca 1939 roku uczestniczył w kursie specjalnym wywiadu. 
Na początku lipca został wysłany do pracy w placówce wywiadu w Szczecinie pod przybranym nazwiskiem Karol Miller, gdzie pracował od 21 lipca 1939 do 14 września 1939 roku po czym przez Kopenhagę przedostał się do Holandii, gdzie w dalszym ciągu pracował w tym samym dziale w Amsterdamie, będąc odpowiedzialnym za zabezpieczenie polskich traulerów rybackich aż do dnia 9 grudnia 1939 roku. Następnie 15 grudnia 1939 roku przedostał się do Wielkiej Brytanii, gdzie pozostał do dyspozycji władz polskiej Marynarki Wojennej w Devonport. 18 lutego 1940 roku został zaokrętowany na ORP „Błyskawica” na stanowisko Oficera Broni Podwodnej, które pełnił do 28 listopada 1940 roku, biorąc udział w kampanii norweskiej, ewakuacji Dunkierki oraz patrolach na kanale La Manche. Następnie został odwołany do Kierownictwa Marynarki w Londynie i ponownie  skierowany do pracy w konsulacie w Lizbonie, gdzie pozostał do marca 1941 roku, po czym został oddelegowany do Gibraltaru w charakterze Szefa Misji Morskiej oraz dowódcy kutra Seawolf. Wówczas występował pod pseudonimem Marian Krajewski oraz osobiście brał udział w 17 operacjach ewakuacyjnych z Francji oraz Afryki Północnej 462 Polaków oraz kilkudziesięciu innych osób do Gibraltaru. Operacje te były trudne i bardzo niebezpieczne, o czym może świadczyć specjalny list pochwalny od Naczelnego Wodza gen. Władysława Sikorskiego dla kpt. mar. Marian Kadulskiego z dnia 3 października 1941 roku.

Mój Kapitanie!
Z prawdziwą radością stwierdzam w Gibraltarze, że wszyscy obcy przełożeni mówią w jak najserdeczniejszych słowach o Pańskiej Służbie dla Ojczyzny. Dziękuję Panu za to w imieniu naszej Świętej Sprawy. Zwycięży ona niechybnie, dysponując tak oddanymi jak Pan żołnierzami.
Z pozdrowieniami żołnierskimi
Sikorski
gen. broni
3.10.1941

{{Cytat}} Brakujące pola: treść. Przestarzałe pola: 1.
Następnie został oddelegowany na stanowisko z-ca dowódcy ORP "Błyskawica" w dniach 16 listopada 1942 roku aż do 14 kwietnia 1944 roku biorąc udział operacjach lądowania Aliantów w Algierze oraz konwojach atlantyckich i patrolach na kanale La Manche. Podczas choroby dowódcy okrętu kmdr Konrada Namieśniowskiego pełnił jego obowiązki od 7 września do 20 listopada 1943 roku. 3 maja 1944 roku został awansowany do stopnia komandora podporucznika. Od 30 kwietnia 1944 roku do 21 grudnia 1945 pozostawał na stanowisku Komendanta Centrum Wyszkolenia Specjalistów Devonport. 22 grudnia 1945 roku został mianowany dowódcą ORP „Garland”,  i wziął udział między innymi w konwoju do Murmańska PQ16 oraz ostatniej operacji wojennej o kryptonimie Deadlight, gdzie odpowiadał za zatopienie okrętu podwodnego U-1010 ogniem artyleryjskim 7 stycznia 1946 roku.
Po zakończeniu wojny pozostał za granicą; najpierw w Buenos Aires w Argentynie a następnie przeniósł się na dwa lata do Vancouver w Kanadzie, a następnie do Los Angeles, gdzie pracował jako kreślarz. Na emeryturze ze względu na panujący w Los Angeles smog, przeniósł się do Malagi w Hiszpanii. Ostatnie lata spędził w Oslo w Norwegii ze względu na pogarszający się stan zdrowia żony. Po śmierci żony 25 lutego 1997 roku przenosi się na stałe do Polski, gdzie został awansowany do stopnia komandora porucznika w stanie spoczynku. Zamieszkał ze swoją siostrą Heleną w Wieliczce. Zmarł 26 października 1998 roku i został pochowany na cmentarzu komunalnym w Wieliczce.

## Odznaczenia
Odznaczenia polskie:
- Krzyż Walecznych (dwukrotnie)
- Medal Morski (trzykrotnie)
- Brązowy Krzyż Zasługi
- Krzyż Czynu Bojowego Polskich Sił Zbrojnych na Zachodzie z nakładką Narwik 1940
- Pochwały (dwukrotnie)

Odznaczenia brytyjskie:
- Order Wybitnej Służby
- Medal Wojny 1939–1945
- Gwiazda za Wojnę 1939–1945
- Gwiazda Atlantyku
- Gwiazda Afryki
- Medal Obrony

Odznaczenia norweskie:
- Medal Obrony 1940–1945

## Publikacje
- Marian Kadulski, Dążności powojennego budownictwa okrętowego, „Przegląd Morski” Nr 101, sierpień 1937
- Marian Kadulski, Dwie Przepowiednie, „Nasze Sygnały” nr 127 kwiecień-lipiec 1972
- Marian Kadulski, Historia Jednej Metody, „Nasze Sygnały” Marzec-Czerwiec 1978
- Marian Kadulski, Szczęśliwa Gwiazda „Błyskawicy", Nasze Sygnały” Nr 159, styczeń-czerwiec 1987
- Marian Kadulski, Bardzo tajne i niebezpieczne „Bandera” Nr 1(1324), styczeń 1994